# Моя сладка Валентина
Моя сладка Валентина (на испански: Mi gorda bella) е венецуелска теленовела, продуцирана и излъчена от канал РЦТВ между 2002 и 2003 г. Това е оригинална история от Каролина Еспада, написана от Росана Негрин.
В главните роли са Наталия Стрейгнард и Хуан Пабло Раба, а в отрицателните – Илда Абраамс, Феликс Лорето, Маркос Морено, Лусиано Д'Алесандро, Сандра Мартинес, Айлийн Селесте и Мануел Соса. Специално участие вземат Флавио Кабайеро, Ема Рабе, Херонимо Хил, Норкис Батиста, Уго Васкес, Марианела Гонсалес, Карлос Фелипе Алварес, Пракрити Мадуро, Ана Беатрис Осорио, Абелардо Бена и първите актьори Амалия Перес Диас и Карлос Маркес.

## Сюжет
Историята разказва за Валентина Вилянуева Ланс, сладка и приятна млада жена, но със сериозни проблеми с наднорменото тегло, която се изправя пред големи препятствия, за да постигне щастието си. Историята ѝ започва около двадесет и пет години по-рано. Тогава семейството ѝ е едно от най-важните и отличени в Каракас и се състои от родителите ѝ Луис Фелипе Вилянуева и съпругата му, известната певица Ева Ланс де Вилянуева; неиният чичо по бащина линия Хуан Анхел Вилянуева и чичото на баща ѝ дон Сегундо Вилянуева.
Хуан Анхел, който е сгоден за Камелия "Муниека" Риверо - кръщелницата на дон Сегундо и член на заможно и изтъкнато семейство - среща красива млада жена на плажа, която се представи като Олимпия Меркури и обяснява, че току-що е оцеляла след ужасно корабокрушение, в което родителите ѝ, двама гръцки граждани, са починали. Хуан Анхел е зашеметен от красотата на Олимпия и малко след като се жени за нея, след разваляне на годежа си с Камелия, я води да живее в семейното имение.
Оттам започват проблемите за семейство Вилянуева. Олимпия и Луис Фелипе се ненавиждат, защото той подозира, че тя не е човекът, за когото се твърди, че е. Месеци по-късно двете жени стават майки: Олимпия ражда сина си Орестес, който всъщност не е син на Хуан Анхел, а на капитан Хосе Мануел Севиля, единствената истинска любов на Олимпия, а Ева ражда дъщеря си Валентина. Освен това през следващите години Олимпия има още три деца от съпруга си: Пандора Емилия, Акилес и Ариадна Маргарита.
След като изминава доста време, Луис Фелипе получи доказателство, че Олимпия е самозванка. Истинското ѝ име е Мария Хоакина Креспо и тя не е млада милионерка от гръцки произход, а пристанищна проститутка. Въпреки това, малка част от нейната история е вярна: тя всъщност е оцеляла от корабокрушение с яхта, в която е работила като сервитьорка за съпрузи гръцки милионери Аристотел Меркури и Олимпия Василопулос, което ѝ е причинило таласофобия (паника към океана) и паника към огън. Мария Хоакина просто е измислила, че е дъщеря от този брак и се нарича с името на предполагаемата си майка.
Неспособна да понесе идеята да загуби новата си позиция, Олимпия се изправи срещу Луис Фелипе, когато той заплаши да я разкрие и го убива, избутвайки го от балкона на имението. Всички смятат, че смъртта на Луис Фелипе е самоубийство, което подтиква Ева да дави скръбта си в алкохол, а Валентина да яде все повече и повече, трупайки килограми.
Със смъртта на Луис Фелипе и превръщането на Ева в алкохоличка, Олимпия става матриархат на семейството, тъй като Хуан Анхел прекарва по-голямата част от времето си в работа или пътуване по работа. С оправданието да защити Валентина от майка си, момичето е изпратено в интернат във вътрешността на Венецуела.
Минават осемнадесет години и настъпва денят на дипломирането на Валентина. Ева, която е успяла да се възстанови напълно от алкохолизма, отива да търси дъщеря си с частния си хеликоптер, след тържеството Ева трябва да продължи работата си като певица, но когато напуска партито, хеликоптерът избухва във въздуха поради саботаж, причинен от Роке по заповед на Олимпия. С разбито сърце, Валентина решава да отиде да живее при леля си по майчина линия Саса Ланс, но чичо ѝ я прибира в семейното имение, за да живее при него.
Животът на Валентина се променя, когато тя среща братовчед си Орестес, в когото е влюбена от дете. Орестес, който се превръща в неин закрилник, е любящ и мил към Валентина, но тя среща нови врагове като Чикинкира "Чики" Лорени Риверо, капризната годеница на Орестес. Големият враг на Валентина обаче е Олимпия.
С течение на времето връзката на Чики и Орестес се разпада и той започва да се влюбва във Валентина. В деня, в който двойката се сгодява, бившата му организира изненадващо парти за него, който в крайна сметка е напълно пиян, но в действителност партито е било фарс, за да накара Валентина да повярва, че Орестес и Чики са спали, което не се е случило. Валентина повярва и с разбито сърце решава да отиде в Мадрид при леля Селесте.
При пристигането си в Испания Валентина започва получава дискомфорт. След някои анализи лекарят стига до заключението, че е отровена. Отровата идва от шоколадите, които Орестес ѝ е дал, но не той го е инжектирал, а Роке по молба на Олимпия, въпреки че Валентина вярва, че именно Орестес се опитал да я отрови, което увеличава омразата ѝ към него.
Поради голямото количество отрова в тялото си, Валентина е принудена да се подложи на лечение, физически упражнения и строга диета, която в продължение на една година отслабва. Заради Орестес и майка му Валентина отказва да се върне във Венецуела и решава да остане в Испания, където да се развива професионално.
По време на работното пътуване на Валентина до Канарските острови служителката, която се грижи за Селесте, която е с много лошо здравословно състояние, се свързва със семейство Вилянуева във Венецуела, с Олимпия, която веднага пътува до Мадрид. Служителката, без да познава Олимпия, ѝ се доверява и я оставя сама с леля Селесте, която е принудена да подпише някои документи по време на агонията си, прехвърляйки всичките си пари.
Изпълнена с омраза, Валентина решава да промени радикално външния си вид, да вземе друга самоличност и да се върне във Венецуела, където се представя като Бела де ла Роса Монтиел, за да отмъсти на Олимпия и Орестес. От своя страна, Орестес, неубедителен, решава да се посвети на правенето на добро, като краде от богатите и корумпираните, за да даде на бедните, под маската на герой, наречен "Сребърната лилия", взета от историите на капитан Севиля, които Роке му разказвал, когато бил дете.
С течение на времето Бела де ла Роса се влюбва в Сребърната лилия, без да знае, че това е Орестес, който от своя страна се чувства виновен, защото обича Бела и Валентина, без да знае, че те са един и същи човек. С течение на времето се открива истинската самоличност на Валентина, която се бори, за да си върне богатството, откраднато от Олимпия, която от своя страна е разкрита от Хуан Анхел, който се е свързал със следователя, който неговият починал брат е наел да я разследва.
Олимпия, вече отново като Мария Хоакина Креспо, е затворена и преживява изпитание, нейният верен слуга Роке при посещение в затвора ѝ разказва за плана си да я освободи и накрая я намушква, за да я измъкне от там. Олимпия се примирява със смъртта си, съжалява за всичко зло, което е причинила на семейството си, но Роке в крайна сметка я принуждава да избяга на кораб, все още ранена, за да я спаси от затвора.
Вече на лодката и бягайки, Роке и Олимпия се сбиват, защото той е лудо влюбен в нея, но Олимпия гледа на него само като на слуга. След отказа на Олимпия, Роке се опитва да я малтретира, която се защитава с оръжие, и двамата се борят за пистолета, който предизвиква изстрел, и улучва някои контейнери, пълни с бензин на борда, причинявайки експлозия, която ги убива и двамата.
Без Олимпия между тях, Орестес и Валентина са доволни с двете си деца и Валентина си връща всички свалени килограми.

## Актьори
- Наталия Стрейгнард - Валентина Вилянуева Ланс / Бела де ла Роса Монтиел
- Хуан Пабло Раба - Орестес Вилянуева Меркури / "Сребърната лилия"
- Илда Абраамс - Олимпия Меркури де Вилянуева / Мария Хоакина Креспо
- Флавио Кабайеро - Хуан Анхел Вилянуева
- Ема Рабе - Хосефина "Саса" Ланс Алварадо
- Норкис Батиста - Чикинкира "Чики" Лоренс Риверо
- Херонимо Хил - Франклин де Хесус Кареньо Солер
- Марианела Гонсалес - Пандора Емилия Вилянуеа Меркури / Уго Фугет
- Лусиано Д'Алесандро - Роман Андрес Фонсека
- Белен Мареро - Камелия "Муниека" Риверо де Лоренс
- Феликс Лорето - Лоренсо Лоренс
- Маркос Морено - Роке Хулия
- Амалия Перес Диас - Селесте Вилянуева вдовица де Дюпон
- Карлос Маркес - Сегундо Вилянуева Арисменди
- Ана Беатрис Осорио - Беатрис "Беа" Тереса Кареньо Солер
- Даниел Бласко - Самуел Робинсън
- Айлийн Селесте - Ариадна Маргарита Вилянуева Меркури
- Абелардо Бена - Алехандро Силва
- Пракрити Мадуро - Нинфа дел Вайе
- Карлос Фелипе Алварес - Акилес Вилянуева Меркури
- Уго Васкес - Жорди Росалес Висосо / Марианела Лосада
- Сандра Мартинес - Фабиола Фонсека
- Елиса Стела - Доня Елена
- Ерик Нориега - Бенигно Матис
- Марта Пабон - Гладиола Солер вдовица де Кареньо
- Мигел Анхел Перес - Болигома
- Майра Африкано - Нерейда Лопес
- Жанет Флорес - Консуело
- Габриела Сантелис - Рита
- Енрике Искиердо - Маседонио Ортега
- Хесус Сейхас - Матео
- Сорая Санс- Долорес Санчес
- Хосе Карлос Грилет - Даниел Едуардо
- Мими Ласо - Ева Ланс Алварадо вдовица де Вилянуева
- Мануел Саласар - Луис Фелипе Вилянуева
- Милена Торес - Летисия
- Натали Кортес - Джесика Лопес
- Джоана Бенедек - Сорайда Торес Меркури
- Карелис Оларвес - Дебора Перейра
- Лауреано Оливарес - Антонио Мартинес / Едуардо Мартинес Ередия
- Родолфо Ренуик - Хорхе Кампос
- Соня Виямисар - Наталия
- Алеска Диас-Гранадос - Вивиан Дуран
- Даниел Алварадо - Хосе Мануел Севиля "Сребърната лилия"
- Хосе Мануел Асенсао - Ескинаси
- Илеана Алома - Хосефа Лопес Кастро
- Хосе Анхел Авила - Хосе Игнасио Пачеко
- Келвин Елисонде - Хуан Карлос
- Едгар Гомес - Комисар Агустин Пантоха
- Дора Мацоне - Анхелика
- Санди Оливарес - Хавиер
- Кристин Пардо - Кармен
- Исраел Баес - Гилермо Андрес
- Мануел Соса - Хоел
- Уинстън Валения - Себе си
- Ивет Домингес - Титина
- Вирхиния Урданета - Себе си
- Наталия Ромеро - Мария Каролина

## В България
В България теленовелата е излъчена през 2005 г. по Нова телевизия. Ролите се озвучават от Десислава Знаменова, Силвия Русинова, Йорданка Илова, Пламен Манасиев, Димитър Горанов и Светозар Кокаланов.